# Robert Kendrick
Robert Kendrick (Fresno, 15 de Novembro de 1979) é um tenista profissional estaduninse, seu melhor ranking na ATP em simples sendo N. 69, em 2009.

## Doping
Ele foi condenado a doze meses de suspensão, por doping, pela International Tennis Federation, por ter ingerido a subtância proibida metil-hexanamina. O tenista alegou que havia tomado Zija XM3, para combater o jetlag. A suspensão se iniciou em 21 de março de 2011.